# (110393) Rammstein
(110393) Rammstein est un astéroïde de la ceinture principale.

## Description
(110393) Rammstein est un astéroïde de la ceinture principale. Il fut découvert par Jean-Claude Merlin le 11 octobre 2001 au Creusot. Il présente une orbite caractérisée par un demi-grand axe de 2,72 UA, une excentricité de 0,0852 et une inclinaison de 12,139° par rapport à l'écliptique.
Il fut nommé en l’honneur du groupe de metal industriel allemand Rammstein.

## Compléments